# فولاد لوقويي (غوغ تبة)
فولاد لوقویي (بالفارسية: فولادلوقویی) هي قرية تقع في إيران في أردبيل. يقدر عدد سكانها بـ 1,702 نسمة .